# Philae (sonda)
Philae je přistávací robotický modul Evropské kosmické agentury (ESA), který byl součástí vesmírné sondy Rosetta dokud po deseti letech cesty vesmírem nepřistál na kometě 67P/Churyumov-Gerasimenko (67P). Povrchu komety dosáhl modul 12. listopadu 2014 a jednalo se o první kontrolované přistání vědecké sondy na povrchu komety v dějinách lidstva. 

## Průběh letu a vědecká mise
Sonda Philae, spolu se sondou Rosetta, byla vypuštěna pomocí rakety Ariane 5G+ z vesmírného střediska Kourou ve Francouzské Guyaně dne 2. března 2004 (7:17 UTC).
Sonda byla konstruována jako přistávací modul pro řízené přistání, čímž se liší např. od sondy Deep Impact, která byla konstruována na náraz do komety Tempel 1 za účelem vyvržení kometárního materiálu. Cílem modulu Philae bylo naopak řízené přistání za účelem detailnějšího vědeckého výzkumu přímo na povrchu komety, přičemž optimisticky stanovená délka trvání mise byla 4-5 měsíců

### Přistání na kometě
Poté, co se Rosetta během srpna 2014 úspěšně dostala na oběžnou dráhu komety 67P/Churyumov-Gerasimenko začal intenzivní výběr místa pro možné vysazení modulu Philae. Z několika vybraných míst bylo nakonec vybráno místo označené pracovně písmenem J, které bylo později přejmenováno na Agilkia.

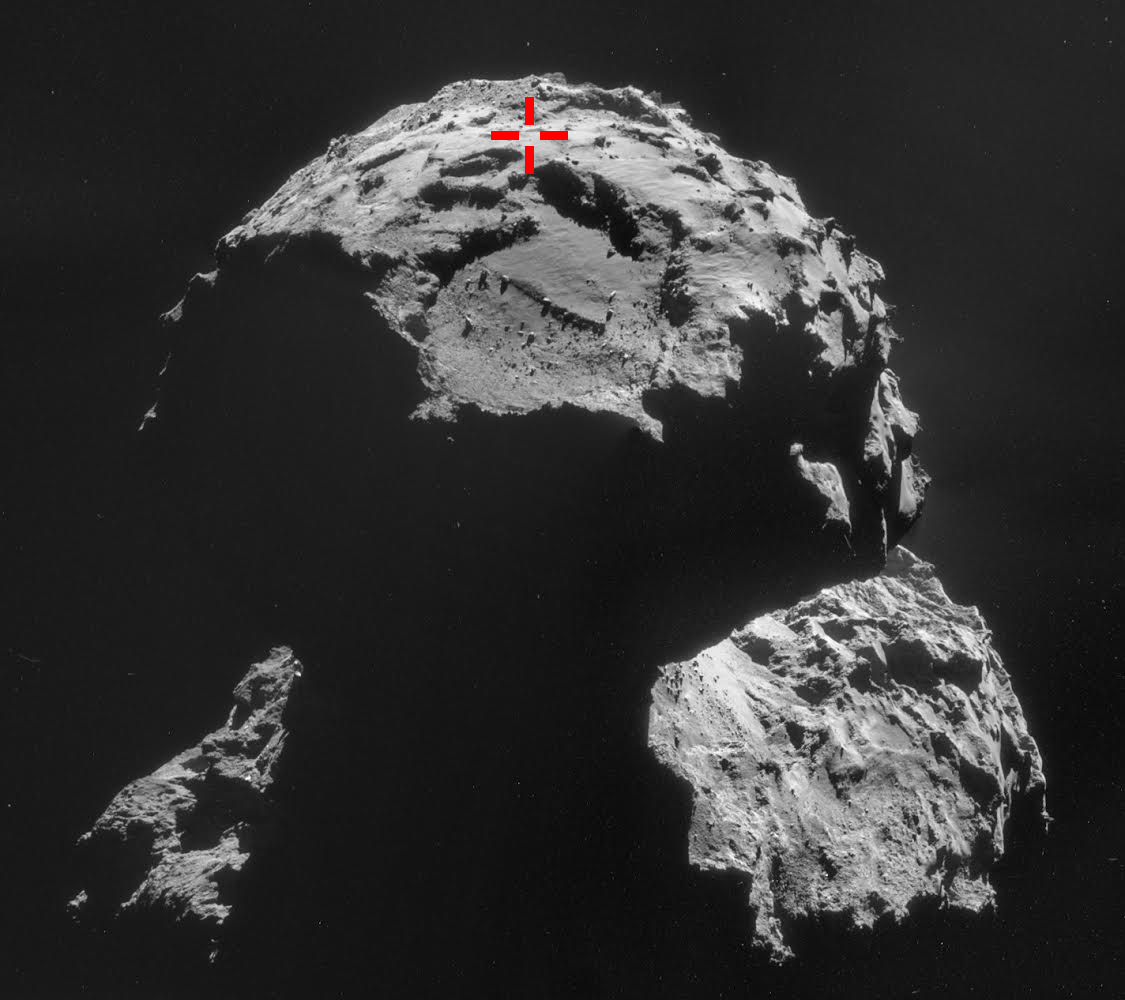
Kometa 67P s vyznačením přistávacího místa Agilkia vybraného pro modul Philae

Po sérii přípravných manévrů byl modul 12. listopadu v 9:35 středoevropského času (CET) z Rosetty vypuštěn, a to i přes skutečnost, že byla zjištěna nefunkčnost přítlačné přistávací trysky na Philae.
Po sedmi hodinách sestupu na kometární povrch potvrdila ESA přistání modulu Philae na kometě v 16:35 CET (informace byla obdržena s 28minutovým zpožděním, který jde signál na Zemi, v 17:03 CET). Představitelé ESA na následující tiskové konferenci oznámili, že se nejspíše nepodařilo vystřelit harpuny, které měly udržet modul na povrchu komety. Následně vyšlo najevo, že modul na povrchu ještě dvakrát odrazil a poté dopadl na okraj terénní nerovnosti a ztratil se sondě Rosetta z dohledu.

### Práce na kometě
Modul pracoval po přistání asi 60 hodin, než mu úplně došla energie. Přesto, že na modul nedopadal dostatek slunečního světla, podařilo se provést většinu experimentů, které byly naplánovány pro první fázi práce Philae na kometě. Při posledním spojení s modulem v roce 2014, které nastalo v noci ze 14. na 15. listopadu, jej operátoři pootočili, aby na něj dopadalo o něco více slunečního světla a uvedli jej do stavu hibernace. Přestože plné obnovení vědecké funkčnosti modulu bylo extrémně nepravděpodobné, vědci doufali, že by se s nimi mohl Philae spojit poté, co se kometa dostatečně přiblíží ke Slunci.

### Probuzení v červnu 2015
13. června 2015 došel do střediska ESA z Philae nový signál. Podle obdržených dat se sondě dařilo dobře, měla teplotu −35 °C a k dispozici 24 wattů. Nicméně, spojení se sondou bylo pouze nárazové a velmi nestabilní, což mohlo být způsobeno špatnou polohou mateřské sondy Rosetta, nasměrováním komunikační antény modulu nebo poškozením jedné ze dvou komunikačních jednotek. Potom se sonda Philae ozvala 24. června. K poslednímu kontaktu se sondou došlo 9. července 2015.

### Ukončení provozu
Po tom, co se kometa se sondou začala vzdalovat od Slunce, začala klesat naděje na další komunikaci s družicí. Později už byla komunikace nemožná, a ESA tak 26. července 2016 rozhodla, že na sondě Rosetta vypne přístroje sloužící ke komunikaci s modulem Philae, který se tak nadobro odmlčí. Na konci srpna ESA navede na povrch komety i mateřskou družici Rosetta, která tam stejně jako Philae zůstane ve věčné hibernaci. Sondě Philae se podařilo během mise splnit většinu úkolů a poslat přes Rosettu údaje na Zemi.

### Nalezení místa přistání
Po téměř ročním pátrání byl 5. září 2016 oznámen objev polohy přistání Philae na kometě, a to necelý měsíc před plánovaným ukončením celé mise. Vědci díky snímkům Rosetty objevili modul Philae, což jim velmi pomohlo s doplněním informační mozaiky. Umožnilo jim to pochopit data vysílaná sondou a dát je do patřičného kontextu. Fotografii, která umožnila vědcům lokalizovat sondu Philae, Rosetta vyfotografovala 2. září z výšky 2,7 km.

## Vědecké přístroje
Sonda obsahuje 10 vědeckých přístrojů, které při váze 26,7 kg tvoří více než čtvrtinu hmotnosti přistávacího modulu.

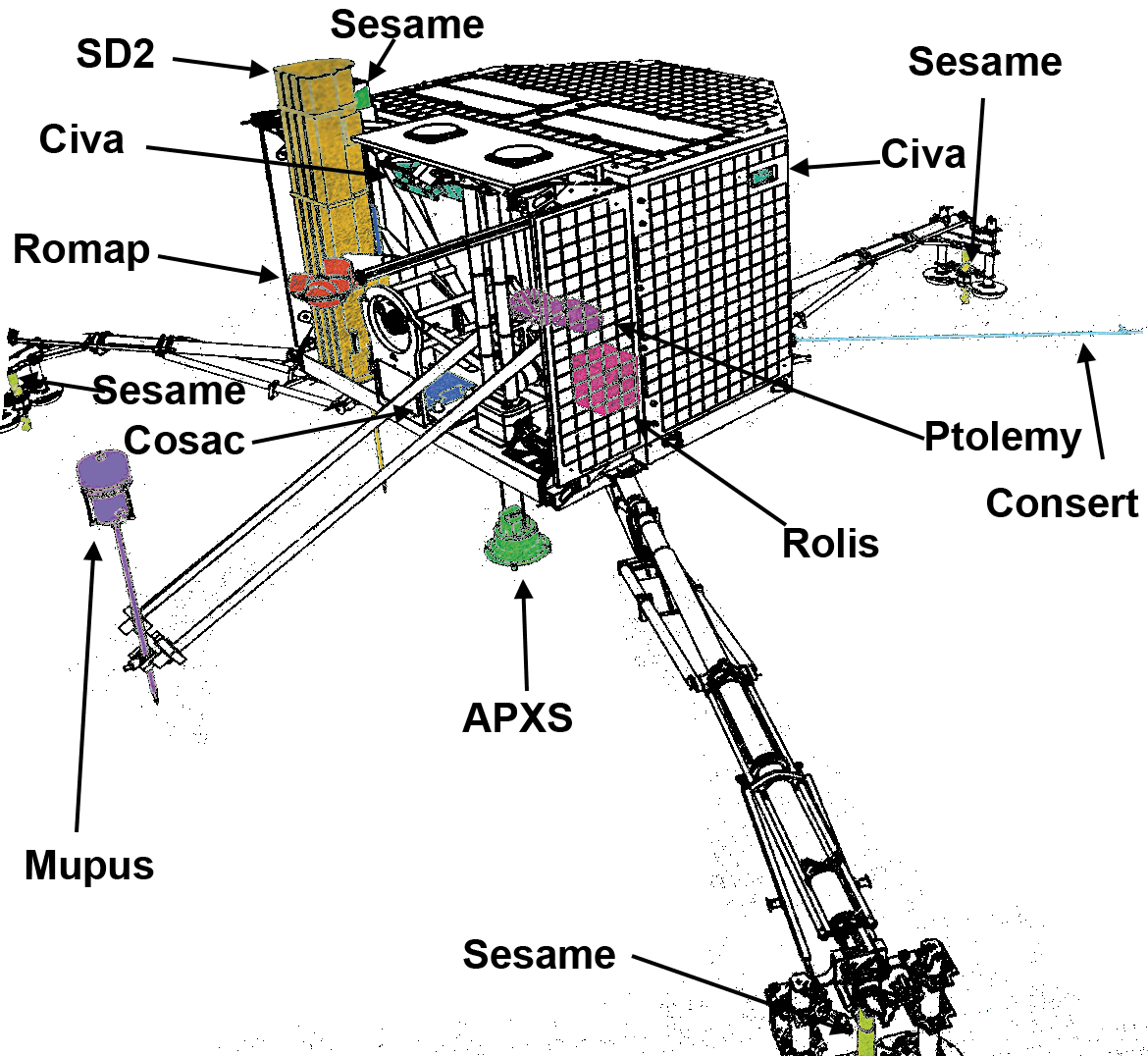
Přístroje na sondě Philae

Rentgenový spektrometr APXS (Alpha-Proton X-ray Spectrometer) - detekuje alfa částice a rentgenové záření, které poskytne informaci o chemickém složení na povrchu komety.
Kamerový systém CIVA (Comet nucleus Infrared and Visible Analyser) - systém několika miniaturních kamer sloužících k pořizování panoramatických obrázků. Zároveň mají sledovat texturu, složení a albedo analyzovaných vzorků. 
CONSERT (Comet Nucleus Sounding Experiment by Radio-wave Transmission) - přístroj k analýze vnitřní struktury komety prostřednictvím radiových pulsů.
COSAC (COmetary SAmpling and Composition) - přístroj kombinující plynovou chromatografii a hmotnostní spektrometrii pro analýzu prachu a stanovení obsahu těkavých organických látek.
MUPUS (MUlti-PUrpose Sensors for Surface and Sub-Surface Science) - přístroj měřící hustotu, teplotní a mechanické vlastnosti na povrchu a podpovrchových vrstvách komety.

Ptolemy - přístroj měřící poměry isotopů těkavých látek na jádře komety.
ROLIS (Rosetta Lander Imaging System) - CCD kamera pro pořizování snímků ve vysokém rozlišení během přistání a dále snímky zkoumající texturu odebíraných vzorků.
ROMAP (Rosetta Lander Magnetometer and Plasma Monitor) - Magnetometr a monitor plazmatu ke studiu magnetického pole jádra komety v interakci se slunečním větrem.
SESAME (Surface Electric Sounding and Acoustic Monitoring Experiments) - Soubor senzorů sledujících elektrické, seismické a akustické projevy na povrchu komety.
SD2 (Drill, Sample, and Distribution subsystem) - přístroj pro získání kometárních vzorků z hloubky 0 - 23 cm a následné distribuci pro analýzu jinými přístroji (Ptolemy, COSAC, CIVA).

## Zajímavosti
- Celá mise byla původně určena pro kometu 46P/Wirtanen, nicméně kvůli havárii nosné rakety Ariane-5 ECA došlo k odložení startu a kometa 67P/Churyumov-Gerasimenko byla vybrána jako náhradní cíl.[3]
- Modul je pojmenován po obelisku v chrámu Philae nesoucím dvojjazyčné nápisy, které byly spolu s Rosettskou deskou použity k dešifrování egyptských hieroglyfů. Jméno přistávacího místa Agilkia pak bylo vybráno podle ostrova na Nilu, kam byl chrám Philae přesunut před zatopením při stavbě Asuánské přehrady.[5]
- Skladatel Vangelis složil na počest přistání modulu skladbu.[28]
- Přestože je Česko členem ESA, této mise se neúčastnilo.[29]